# ستيفانو بيسكوسوليدو
ستيفانو بيسكوسوليدو (بالإيطالية: Stefano Pescosolido)‏ مواليد 13 يونيو 1971 في لاتسيو، إيطاليا، هو لاعب كرة مضرب إيطالي سابق بدأ مسيرته كمحترف سنة 1989 وكان يلعب باليد اليمنى، اعتزل اللعب في 2006. أعلى تصنيف له في الفردي كان المركز الـ 42 في سنة 1992. سبق أن شارك في دورة الألعاب الأولمبية الصيفية.

## النهائيات

### الفردي
| الحصيلة | الرقم | التاريخ        | الدورة   | الأرضية | المنافس       | النتيجة       |
| ------- | ----- | -------------- | -------- | ------- | ------------- | ------------- |
| الفوز   | 1.    | 1 مارس 1992    | سكوتسديل | صلبة    | براد جيلبرت   | 6–0, 1–6, 6–4 |
| الفوز   | 2.    | 17 أكتوبر 1993 | تل أبيب  | صلبة    | أموس مانسدورف | 7–6(7–5), 7–5 |

## روابط خارجية
- ستيفانو بيسكوسوليدو على موقع رابطة محترفي التنس (الإنجليزية)
- ستيفانو بيسكوسوليدو على موقع الاتحاد الدولي لكرة المضرب (الإنجليزية)
- ستيفانو بيسكوسوليدو على موقع كأس ديفيز (الإنجليزية)
- ستيفانو بيسكوسوليدو على موقع خلاصة التنس.كوم (الإنجليزية)
- ستيفانو بيسكوسوليدو على موقع أوليمبيديا (الإنجليزية)